# Родригезийский фуди
Родригезийский фуди, или родригесский ткачик-фоди (Foudia flavicans) — вид птиц из семейства ткачиковых.

## Распространение
Эндемики острова Родригес (Маскаренские острова, принадлежит Маврикию).

## Описание
Длина тела 12—13 см. Окрас жёлтый с оранжевым лицом и чёрными спинкой, крыльями и хвостом.

## Биология
Питаются насекомыми, пауками, семенами, нектаром и фруктами.

## Охранный статус
МСОП присвоил виду охранный статус NT. В 1968 году оставалось всего 5—6 пар этих птиц, но усилия по сохранению (в том числе лесовосстановление) принесли результаты и в 1999 году насчитывалось уже от 911 до 1200 особей.